# Ferdinand Larsen
Ferdinand Larsen (ur. w XIX wieku, zm. ?) – norweski strzelec, medalista mistrzostw świata.
Larsen wystartował na pierwszych mistrzostwach świata w strzelectwie (1897). W zawodach drużynowych w karabinie dowolnym w trzech postawach zdobył srebrny medal, uzyskując najsłabszy wynik w drużynie (skład zespołu: Olaf Frydenlund, Johan Jensen, Ferdinand Larsen, Ole Østmo, Henrik Skoftestad). Indywidualnie osiągnął 19. rezultat. W postawie leżącej zajął 22. miejsce, w klęczącej 23. miejsce, zaś w postawie stojącej 6. miejsce.

## Medale mistrzostw świata
Opracowano na podstawie materiałów źródłowych:
| Mistrzostwa | Konkurencja                                     | Wynik                                                             | Miejsce |
| ----------- | ----------------------------------------------- | ----------------------------------------------------------------- | ------- |
| Lyon 1897   | Karabin dowolny, trzy postawy, 300 m, drużynowo | 2249 pkt. lub ? (druż.) 426,62 pkt. (143–131,62–152) lub ? (ind.) |         |